# Olympische Winterspiele 2022/Teilnehmer (China)
| Gelbes Symbol für Goldmedaillen mit stilisierten Olympischen Ringen | Graues Symbol für Silbermedaillen mit stilisierten Olympischen Ringen | Braundes Symbol für Bronzemedaillen mit stilisierten Olympischen Ringen |
| ------------------------------------------------------------------- | --------------------------------------------------------------------- | ----------------------------------------------------------------------- |
| 9                                                                   | 4                                                                     | 2                                                                       |

Die Volksrepublik China nahm als Gastgebernation an den Olympischen Winterspielen 2022 in Peking mit 181 Athleten, davon 95 Männer und 86 Frauen, teil. Es war die zwölfte Teilnahme in der Geschichte des Landes an Olympischen Winterspielen. Erstmals war ein das Land Ausrichter der Winterspiele und nahm ebenso zum ersten Mal an Wettkämpfen in allen 15 Sportarten mit Athleten teil.

## Medaillen

### Medaillenspiegel
| Rang   | Sportart         | Gold | Silber | Bronze | Gesamt |
| ------ | ---------------- | ---- | ------ | ------ | ------ |
| 1      | Freestyle-Skiing | 4    | 2      | —      | 6      |
| 2      | Shorttrack       | 2    | 1      | 1      | 4      |
| 3      | Snowboard        | 1    | 1      | —      | 2      |
| 4      | Eiskunstlauf     | 1    | –      | —      | 1      |
| 4      | Eisschnelllauf   | 1    | –      | —      | 1      |
| 6      | Skeleton         | –    | –      | 1      | 1      |
| Gesamt | Gesamt           | 9    | 4      | 2      | 15     |

### Medaillengewinner
| Name/n                                                                          | Sportart         | Wettkampf            |
| ------------------------------------------------------------------------------- | ---------------- | -------------------- |
| Gold                                                                            |                  |                      |
| Qu Chunyu Fan Kexin Wu Dajing Ren Ziwei Zhang Yuting                            | Shorttrack       | 2000 m Mixed-Staffel |
| Ren Ziwei                                                                       | Shorttrack       | 1000 m               |
| Eileen Gu                                                                       | Freestyle-Skiing | Big Air              |
| Gao Tingyu                                                                      | Eisschnelllauf   | 500 m                |
| Xu Mengtao                                                                      | Freestyle-Skiing | Aerials              |
| Su Yiming                                                                       | Snowboard        | Big Air              |
| Qi Guangpu                                                                      | Freestyle-Skiing | Aerials              |
| Eileen Gu                                                                       | Freestyle-Skiing | Halfpipe             |
| Sui Wenjing Han Cong                                                            | Eiskunstlauf     | Paarlauf             |
| Silber                                                                          |                  |                      |
| Su Yiming                                                                       | Snowboard        | Slopestyle           |
| Li Wenlong                                                                      | Shorttrack       | 1000 m               |
| Xu Mengtao Jia Zongyang Qi Guangpu                                              | Freestyle-Skiing | Aerials Mixed        |
| Eileen Gu                                                                       | Freestyle-Skiing | Slopestyle           |
| Bronze                                                                          |                  |                      |
| Yan Wengang                                                                     | Skeleton         | Männer               |
| Qu Chunyu Fan Kexin Zhang Yuting Zhang Chutong (Finale) Han Yutong (Halbfinale) | Shorttrack       | 3000 m Staffel       |

## Teilnehmer nach Sportarten

### Biathlon
| Athleten                                            | Wettbewerbe        | Zeit        | Fehler         | Rang |
| --------------------------------------------------- | ------------------ | ----------- | -------------- | ---- |
| Frauen                                              |                    |             |                |      |
| Chu Yuanmeng                                        | 7,5 km Sprint      | 23:32,6 min | 2 (1+1)        | 61   |
| Chu Yuanmeng                                        | 15 km Einzel       | 48:58,8 min | 2 (0+0+0+2)    | 35   |
| Ding Yuhuan                                         | 7,5 km Sprint      | 24:33,1 min | 2 (1+1)        | 76   |
| Ding Yuhuan                                         | 15 km Einzel       | 54:14,6 min | 5 (2+1+0+2)    | 81   |
| Meng Fanqi                                          | 7,5 km Sprint      | 23:33,7 min | 1 (1+0)        | 62   |
| Meng Fanqi                                          | 15 km Einzel       | 49:56,5 min | 2 (0+0+0+2)    | 47   |
| Tang Jialin                                         | 7,5 km Sprint      | 23:03,5 min | 1 (1+0)        | 35   |
| Tang Jialin                                         | 10 km Verfolgung   | 41:48,3 min | 4 (1+0+1+2)    | 53   |
| Tang Jialin                                         | 15 km Einzel       | 51:16,0 min | 4 (1+1+1+1)    | 59   |
| Chu Yuanmeng Ding Yuhuan Meng Fanqi Tang Jialin     | 4 × 6-km-Staffel   | 1:16:11,5 h | 1+5 (0+0 1+5)  | 12   |
| Männer                                              |                    |             |                |      |
| Cheng Fangming                                      | 10 km Sprint       | 25:53,3 min | 1 (0+1)        | 32   |
| Cheng Fangming                                      | 12,5 km Verfolgung | 43:30,4 min | 4 (1+2+1+0)    | 22   |
| Cheng Fangming                                      | 15 km Massenstart  | 44:26,8 min | 4 (4+0+0+0)    | 30   |
| Cheng Fangming                                      | 20 km Einzel       | 56:07,8 min | 6 (2+1+0+3)    | 69   |
| Yan Xingyuan                                        | 10 km Sprint       | 26:16,7 min | 1 (1+0)        | 40   |
| Yan Xingyuan                                        | 12,5 km Verfolgung | 45:30,2 min | 5 (2+1+1+1)    | 41   |
| Yan Xingyuan                                        | 20 km Einzel       | 53:40,6 min | 3 (1+1+1+0)    | 39   |
| Zhang Chunyu                                        | 10 km Sprint       | 27:14,2 min | 1 (0+1)        | 76   |
| Zhang Chunyu                                        | 20 km Einzel       | 1:07:12,2 h | 12 (2+4+5+1)   | 92   |
| Zhu Zhenyu                                          | 10 km Sprint       | 27:28,6 min | 3 (2+1)        | 81   |
| Zhu Zhenyu                                          | 20 km Einzel       | 58:42,6 min | 4 (1+2+1+0)    | 83   |
| Cheng Fangming Yan Xingyuan Zhang Chunyu Zhu Zhenyu | 4 × 7,5-km-Staffel | 1:26:27,5 h | 2+11 (0+5 2+6) | 16   |
| Mixed                                               |                    |             |                |      |
| Meng Fanqi Chu Yuanmeng Yan Xingyuan Cheng Fangming | 4 × 6-km-Staffel   | 1:11:28,1 h | 0+12 (0+3 0+9) | 15   |

### Bob
| Athleten                                 | Wettbewerb | Lauf 1      | Lauf 1 | Lauf 2      | Lauf 2 | Lauf 3      | Lauf 3 | Lauf 4        | Lauf 4        | Gesamt      | Gesamt |
| Athleten                                 | Wettbewerb | Zeit        | Rang   | Zeit        | Rang   | Zeit        | Rang   | Zeit          | Rang          | Zeit        | Rang   |
| ---------------------------------------- | ---------- | ----------- | ------ | ----------- | ------ | ----------- | ------ | ------------- | ------------- | ----------- | ------ |
| Frauen                                   |            |             |        |             |        |             |        |               |               |             |        |
| Mingming Huai                            | Monobob    | 1:05,18 min | 6      | 1:05,72 min | 9      | 1:05,71 min | 7      | 1:05,97 min   | 8             | 4:22,58 min | 6      |
| Qing Ying                                | Monobob    | 1:05,16 min | 5      | 1:05,99 min | 12     | 1:05,82 min | 9      | 1:06,44 min   | 14            | 4:23,41 min | 9      |
| Mingming Huai Xuan Wang                  | Zweierbob  | 1:01,88 min | 11     | 1:02,17 min | 14     | 1:02,11 min | 12     | 1:02,10 min   | 12            | 4:08,26 min | 11     |
| Jiani Du Qing Ying                       | Zweierbob  | 1:01,92 min | 14     | 1:02,19 min | 15     | 1:02,29 min | 17     | 1:02,09 min   | 11            | 4:08,49 min | 14     |
| Männer                                   |            |             |        |             |        |             |        |               |               |             |        |
| Li Chunjian Liu Wei                      | Zweierbob  | 1:00,31 min | 24     | 1:00,36 min | 18     | 1:00,43 min | 22     | ausgeschieden | ausgeschieden | 3:01,10 min | 22     |
| Sun Kaizhi Wu Qingze                     | Zweierbob  | 1:00,04 min | 19     | 1:00,01 min | 9      | 59,99 s     | 13     | 1:00,25 min   | 15            | 4:00,29 min | 14     |
| Li Chunjian Ding Song Ye Jielong Shi Hao | Viererbob  | 59,31 s     | 16     | 59,55 s     | 13     | 59,46 s     | 18     | 59,66 s       | 17            | 3:57,98 min | 17     |
| Sun Kaizhi Wu Qingze Wu Zhitao Zhen Heng | Viererbob  | 59,38 s     | 18     | 59,65 s     | 18     | 59,47 s     | 19     | 59,47 s       | 12            | 3:57,97 min | 16     |

### Curling
| Wettbewerb      | Frauen | Männer | Mixed Doubles |
| --------------- | --- | --- | --- |
| Athleten        | Han Yu Wang Rui Dong Ziqi Zhang Lijun Jiang Xindi                                                                                              | Ma Xiuyue Zou Qiang Wang Zhiyu Xu Jingtao Jiang Dongxu                                                                                          | Ling Zhi Fan Suyuan |
| Vorrunde        | Dänemark (6:7) Schweiz (5:7) Vereinigte Staaten (4:8) Schweden (9:6) Südkorea (6:5) Japan (2:10) ROC (5:11) Großbritannien (8:4) Kanada (11:9) | Schweden (4:6) ROC (4:7) Dänemark (5:4) Italien (12:9) Großbritannien (6:7) Vereinigte Staaten (6:8) Kanada (8:10) Norwegen (8:6) Schweiz (6:5) | Schweiz (7:6) Australien (6:5) Schweden (6:7) Kanada (6:8) Vereinigte Staaten (5:7) Norwegen (6:9) Großbritannien (5:6) Italien (4:8) Tschechien (6:8) |
| Tie-Breaker     | ausgeschieden | ausgeschieden | ausgeschieden |
| Halbfinale      | ausgeschieden | ausgeschieden | ausgeschieden |
| Spiel um Bronze | ausgeschieden | ausgeschieden | ausgeschieden |
| Finale          | ausgeschieden | ausgeschieden | ausgeschieden |
| Rang            | 7 | 5 | 9 |

### Eishockey
Die Mannschaften der Männer und Frauen waren aufgrund ihres Status als Gastgeber automatisch qualifiziert. Um die Konkurrenzfähigkeit der Mannschaften zu gewährleisten, nominierte der Verband statt der üblichen Nationalmannschaften bei den Herren den Kader des chinesischen KHL-Teilnehmers Kunlun Red Star und bei den Frauen den Kader der Shenzhen KRS Vanke Rays, die am Spielbetrieb der russischen Schenskaja Hockey-Liga teilnehmen. Dafür mussten zahlreiche Spieler – insbesondere nordamerikanischer Herkunft – vor dem Turnierstart eingebürgert werden und erhielten zugleich einen chinesischen Vor- und Zunamen.
| Wettbewerb                 | Frauen | Männer |
| -------------------------- | --- | --- |
| Athleten                   | Kassy Betinol (Kang Mulan) Tia Chan (Chen Tiya) Anna Fairman (Fei Anna) Fang Xin Guan Yingying He Xin Rebekah Kolstad (Li Beika) Li Qianhua Liu Zhixin Rachel Llanes (Lin Ni) Leah Lum (Lin Qiqi) Taylor Lum (Lin Jiaxin) Hannah Miller (Mi Le) Kimberly Newell (Zhou Jiaying) Anna Segedi (Zhang Xifang) Wang Yuqing Camryn Wong (Huang Huier) Jessica Wong (Wang Yuting) Maddie Woo (Hu Baozhen) Yu Baiwei Zhang Mengying Zhao Qinan Zhu Rui | Jake Chelios (Kailiaosi Jieke) Chen Zimeng Parker Foo (Fu Shuai) Spencer Foo (Fu Jiang) Jason Fram (Liu Jie) Guo Jianing Han Pengfei Cory Kane (Jian An) Luke Lockhart (Luo Jia) Paris O’Brien (Ouban Yongli) Denis Ossipow (Aoxibofu Dannisi) Ty Schultz (Zheng Enlai) Jeremy Smith (Shimisi Jieruimi) Ryan Sproul (Sipulaoer Ruian) Ethan Werek (Wei Ruike) Tyler Wong (Wang Taile) Xiang Xudong Yan Juncheng Yan Ruinan Rudi Ying (Ying Rudi) Brandon Yip (Ye Jinguang) Zach Yuen (Yuan Junjie) Zhang Pengfei Zhang Zesen Zhong Wei |
| Trainer                    | Brian Idalski | Ivano Zanatta |
| Gruppenphase               | Tschechien 1:3 (0:1, 1:1, 0:1) Dänemark 3:1 (0:1, 1:0, 2:0) Japan 2:1 n. P. (0:1, 0:0, 1:0, 0:0, 1:0) Schweden 1:2 (1:0, 0:2, 0:0) | Vereinigte Staaten 0:8 (0:1, 0:3, 0:4) Deutschland 2:3 (0:2, 1:1, 1:0) Kanada 0:5 (0:3, 0:1, 0:1) |
| Viertelfinal-Qualifikation | – | Kanada 2:7 (1:2, 1:3, 0:2) |
| Rang                       | 9 | 12 |

### Eiskunstlauf
| Athleten | Wettbewerbe    | Kurzprogramm/ Rhythmustanz | Kurzprogramm/ Rhythmustanz | Kür/ Kürtanz  | Kür/ Kürtanz  | Gesamt | Gesamt |
| Athleten | Wettbewerbe    | Punkte                     | Rang                       | Punkte        | Rang          | Punkte | Rang   |
| --- | -------------- | -------------------------- | -------------------------- | ------------- | ------------- | ------ | ------ |
| Frauen |                |                            |                            |               |               |        |        |
| Zhu Yi | Einzel         | 53,44                      | 27                         | ausgeschieden | ausgeschieden | 53,44  | 27     |
| Männer |                |                            |                            |               |               |        |        |
| Jin Boyang                                                                                                  | Einzel         | 90,98                      | 11                         | 179,45        | 8             | 270,43 | 9      |
| Mixed |                |                            |                            |               |               |        |        |
| Wang Shiyue Liu Xinyu                                                                                       | Eistanz        | 73,41                      | 12                         | 111,01        | 12            | 184,42 | 12     |
| Peng Cheng Jin Yang                                                                                         | Paarlauf       | 76,10                      | 5                          | 138,74        | 6             | 214,84 | 5      |
| Sui Wenjing Han Cong                                                                                        | Paarlauf       | 84,41                      | 1                          | 155,47        | 1             | 239,88 | Gold   |
| Zhu Yi Jin Boyang Sui Wenjing / Han Cong (Kurzprogramm) Peng Cheng / Jin Yang (Kür) Wang Shiyue / Liu Xinyu | Teamwettbewerb | 22                         | 5                          | 28            | 5             | 50     | 5      |

### Eisschnelllauf
| Athleten      | Wettbewerbe | Zeit        | Rang |
| ------------- | ----------- | ----------- | ---- |
| Frauen        |             |             |      |
| Ahenaer Adake | 1500 m      | 1:58,59 min | 17   |
| Ahenaer Adake | 3000 m      | 4:12,28 min | 17   |
| Han Mei       | 1500 m      | 1:56,08 min | 11   |
| Han Mei       | 3000 m      | 4:07,74 min | 15   |
| Han Mei       | 5000 m      | 7:08,37 min | 11   |
| Jin Jingzhu   | 500 m       | 37,88 s     | 12   |
| Jin Jingzhu   | 1000 m      | 1:16,90 min | 22   |
| Li Qishi      | 1000 m      | 1:15,99 min | 14   |
| Tian Ruining  | 500 m       | 37,982 s    | 14   |
| Yin Qi        | 1000 m      | 1:16,00 min | 15   |
| Yin Qi        | 1500 m      | 1:57,00 min | 15   |
| Männer        |             |             |      |
| Gao Tingyu    | 500 m       | 34,32 s     | Gold |
| Yang Tao      | 500 m       | 35,162 s    | 21   |
| Lian Ziwen    | 1000 m      | 1:09,93 min | 19   |
| Lian Ziwen    | 1500 m      | 1:49,15 min | 27   |
| Ning Zhongyan | 1000 m      | 1:08,60 min | 5    |
| Ning Zhongyan | 1500 m      | 1:45,28 min | 7    |
| Wang Haotian  | 1500 m      | 1:47,13 min | 20   |

| Athleten      | Wettbewerbe | Halbfinale | Halbfinale | Finale        | Finale        | Rang |
| Athleten      | Wettbewerbe | Punkte     | Rang       | Punkte        | Rang          | Rang |
| ------------- | ----------- | ---------- | ---------- | ------------- | ------------- | ---- |
| Frauen        |             |            |            |               |               |      |
| Guo Dan       | Massenstart | 21         | 3          | 0             | 13            | 13   |
| Li Qishi      | Massenstart | 23         | 3          | DSQ           | DSQ           | 16   |
| Männer        |             |            |            |               |               |      |
| Ning Zhongyan | Massenstart | 20         | 3          | 0             | 12            | 12   |
| Wang Haotian  | Massenstart | 0          | 12         | ausgeschieden | ausgeschieden | 23   |

| Athleten                       | Wettbewerbe    | Viertelfinale | Viertelfinale | Halbfinale    | Halbfinale    | Finale             | Finale      | Rang |
| Athleten                       | Wettbewerbe    | Zeit          | Rang          | Gegner        | Zeit          | Gegner             | Zeit        | Rang |
| ------------------------------ | -------------- | ------------- | ------------- | ------------- | ------------- | ------------------ | ----------- | ---- |
| Frauen                         |                |               |               |               |               |                    |             |      |
| Han Mei Ahenaer Adake Li Qishi | Teamverfolgung | 3:00,58 min   | 5             | ausgeschieden | ausgeschieden | C-Finale: Norwegen | 2:58,33 min | 5    |
| Männer                         |                |               |               |               |               |                    |             |      |
| Lian Ziwen Wang Haotian Xu Fu  | Teamverfolgung | 3:52,25 min   | 8             | ausgeschieden | ausgeschieden | D-Finale: Italien  | 3:53,58 min | 8    |

### Freestyle-Skiing
| Athleten                           | Wettbewerbe  | Qualifikation | Qualifikation | Qualifikation | Qualifikation | Finale        | Finale        | Finale        | Finale        | Rang   |
| Athleten                           | Wettbewerbe  | Runde 1       | Runde 1       | Runde 2       | Runde 2       | Runde 1       | Runde 1       | Runde 2       | Runde 2       | Rang   |
| Athleten                           | Wettbewerbe  | Punkte        | Rang          | Punkte        | Rang          | Punkte        | Rang          | Punkte        | Rang          | Rang   |
| ---------------------------------- | ------------ | ------------- | ------------- | ------------- | ------------- | ------------- | ------------- | ------------- | ------------- | ------ |
| Frauen                             |              |               |               |               |               |               |               |               |               |        |
| Kong Fanyu                         | Aerials      | 83,78         | 9             | 81,99         | 5             | 102,71        | 3             | 59,67         | 6             | 6      |
| Shao Qi                            | Aerials      | 77,49         | 15            | 77,49         | 11            | ausgeschieden | ausgeschieden | ausgeschieden | ausgeschieden | 17     |
| Xu Mengtao                         | Aerials      | 101,10        | 3             | —             | —             | 103,89        | 2             | 108,61        | 1             | Gold   |
| Männer                             |              |               |               |               |               |               |               |               |               |        |
| Jia Zongyang                       | Aerials      | 125,67        | 2             | —             | —             | 123,45        | 7             | ausgeschieden | ausgeschieden | 7      |
| Qi Guangpu                         | Aerials      | 127,88        | 1             | —             | —             | 125,22        | 4             | 129,00        | 1             | Gold   |
| Sun Jiaxu                          | Aerials      | 85,40         | 23            | 110,86        | 12            | ausgeschieden | ausgeschieden | ausgeschieden | ausgeschieden | 18     |
| Wang Xindi                         | Aerials      | 114,60        | 12            | 98,19         | 8             | ausgeschieden | ausgeschieden | ausgeschieden | ausgeschieden | 14     |
| Mixed                              |              |               |               |               |               |               |               |               |               |        |
| Xu Mengtao Jia Zongyang Qi Guangpu | Aerials-Team | —             | —             | —             | —             | 336,89        | 1             | 324,22        | 2             | Silber |

| Athleten      | Wettbewerbe | Qualifikation | Qualifikation | Finale        | Finale        | Rang   |
| Athleten      | Wettbewerbe | Punkte        | Rang          | Punkte        | Rang          | Rang   |
| ------------- | ----------- | ------------- | ------------- | ------------- | ------------- | ------ |
| Frauen        |             |               |               |               |               |        |
| Eileen Gu     | Big Air     | 161,25        | 5             | 188,25        | 1             | Gold   |
| Eileen Gu     | Halfpipe    | 95,50         | 1             | 95,25         | 1             | Gold   |
| Eileen Gu     | Slopestyle  | 79,38         | 3             | 86,23         | 2             | Silber |
| Li Fanghui    | Halfpipe    | 84,75         | 7             | 86,50         | 5             | 5      |
| Wu Meng       | Halfpipe    | 67,75         | 16            | ausgeschieden | ausgeschieden | 16     |
| Yang Shuorui  | Big Air     | 96,00         | 20            | ausgeschieden | ausgeschieden | 20     |
| Yang Shuorui  | Slopestyle  | 39,05         | 23            | ausgeschieden | ausgeschieden | 23     |
| Zhang Kexin   | Halfpipe    | 86,50         | 5             | 78,75         | 7             | 7      |
| Männer        |             |               |               |               |               |        |
| He Binghan    | Halfpipe    | 45,00         | 21            | ausgeschieden | ausgeschieden | 21     |
| He Jinbo      | Big Air     | 85,75         | 27            | ausgeschieden | ausgeschieden | 27     |
| He Jinbo      | Slopestyle  | 42,83         | 22            | ausgeschieden | ausgeschieden | 22     |
| Mao Bingqiang | Halfpipe    | 66,25         | 14            | ausgeschieden | ausgeschieden | 14     |
| Sun Jingbo    | Halfpipe    | 48,75         | 18            | ausgeschieden | ausgeschieden | 18     |
| Wang Haizhuo  | Halfpipe    | 37,00         | 22            | ausgeschieden | ausgeschieden | 22     |

| Athleten  | Wettbewerbe | Qualifikation | Qualifikation | Qualifikation | Qualifikation | Finale        | Finale        | Finale        | Finale        | Finale        | Finale        | Rang |
| Athleten  | Wettbewerbe | Runde 1       | Runde 1       | Runde 2       | Runde 2       | Runde 1       | Runde 1       | Runde 2       | Runde 2       | Runde 3       | Runde 3       | Rang |
| Athleten  | Wettbewerbe | Punkte        | Rang          | Punkte        | Rang          | Punkte        | Rang          | Punkte        | Rang          | Punkte        | Rang          | Rang |
| --------- | ----------- | ------------- | ------------- | ------------- | ------------- | ------------- | ------------- | ------------- | ------------- | ------------- | ------------- | ---- |
| Frauen    |             |               |               |               |               |               |               |               |               |               |               |      |
| Li Nan    | Buckelpiste | 63,32         | 19            | 10,67         | 15            | ausgeschieden | ausgeschieden | ausgeschieden | ausgeschieden | ausgeschieden | ausgeschieden | 25   |
| Männer    |             |               |               |               |               |               |               |               |               |               |               |      |
| Zhao Yang | Buckelpiste | 61,47         | 28            | 64,95         | 20            | ausgeschieden | ausgeschieden | ausgeschieden | ausgeschieden | ausgeschieden | ausgeschieden | 30   |

| Athleten    | Wettbewerbe | Qualifikation | Qualifikation | Achtelfinale | Viertelfinale | Halbfinale    | Finale        | Rang |
| Athleten    | Wettbewerbe | Zeit          | Rang          | Rang         | Rang          | Rang          | Rang          | Rang |
| ----------- | ----------- | ------------- | ------------- | ------------ | ------------- | ------------- | ------------- | ---- |
| Frauen      |             |               |               |              |               |               |               |      |
| Pu Rui      | Skicross    | 1:30,01 min   | 25            | 4            | ausgeschieden | ausgeschieden | ausgeschieden | 25   |
| Ran Hongyun | Skicross    | 1:25,85 min   | 24            | 3            | ausgeschieden | ausgeschieden | ausgeschieden | 24   |

### Nordische Kombination
| Athleten                                   | Wettbewerb                               | Skispringen | Skispringen | Skispringen | Langlauf    | Langlauf | Rang |
| Athleten                                   | Wettbewerb                               | Weite       | Punkte      | Rang        | Zeit        | Rang     | Rang |
| ------------------------------------------ | ---------------------------------------- | ----------- | ----------- | ----------- | ----------- | -------- | ---- |
| Männer                                     |                                          |             |             |             |             |          |      |
| Zhao Jiawen                                | Gundersenwettkampf (Normalschanze/10 km) | 81,0 m      | 59,0        | 42          | 33:29,8 min | 43       | 43   |
| Zhao Jiawen                                | Gundersenwettkampf (Großschanze/10 km)   | 93,0 m      | 32,7        | 46          | 36:41,1 min | 45       | 45   |
| Zhao Zihe Zhao Jiawen Guo Yuhao Fan Haibin | Teamwettbewerb                           | 379,5 m     | 184,7       | 10          | 1:04:35,1 h | 10       | 10   |

### Rennrodeln
| Athlet                                           | Wettbewerb   | Lauf 1       | Lauf 1 | Lauf 2       | Lauf 2 | Lauf 3       | Lauf 3 | Lauf 4        | Lauf 4        | Gesamt       | Gesamt |
| Athlet                                           | Wettbewerb   | Zeit         | Rang   | Zeit         | Rang   | Zeit         | Rang   | Zeit          | Rang          | Zeit         | Rang   |
| ------------------------------------------------ | ------------ | ------------ | ------ | ------------ | ------ | ------------ | ------ | ------------- | ------------- | ------------ | ------ |
| Frauen                                           |              |              |        |              |        |              |        |               |               |              |        |
| Wang Peixuan                                     | Einsitzer    | 1:00,986 min | 29     | 1:00,391 min | 28     | 1:01,025 min | 28     | ausgeschieden | ausgeschieden | 3:01,402 min | 29     |
| Männer                                           |              |              |        |              |        |              |        |               |               |              |        |
| Fan Duoyao                                       | Einsitzer    | 58,848 s     | 23     | 58,883 s     | 21     | 58,895 s     | 25     | ausgeschieden | ausgeschieden | 2:56,626 min | 24     |
| Huang Yebo Peng Junyue                           | Doppelsitzer | 1:00,732 min | 17     | 1:00,840 min | 17     | —            | —      | —             | —             | 2:01,572 min | 17     |
| Mixed                                            |              |              |        |              |        |              |        |               |               |              |        |
| Wang Peixuan Fan Duoyao Huang Yebo / Peng Junyue | Teamstaffel  | 3:10,182 min | 12     | —            | —      | —            | —      | —             | —             | 3:10,182 min | 12     |

### Shorttrack
| Athlet                                                                          | Wettbewerb     | Vorlauf      | Vorlauf | Viertelfinale     | Viertelfinale | Halbfinale       | Halbfinale    | Finale A/B       | Finale A/B    | Rang   |
| Athlet                                                                          | Wettbewerb     | Zeit         | Rang    | Zeit              | Rang          | Zeit             | Rang          | Zeit             | Rang          | Rang   |
| ------------------------------------------------------------------------------- | -------------- | ------------ | ------- | ----------------- | ------------- | ---------------- | ------------- | ---------------- | ------------- | ------ |
| Frauen                                                                          |                |              |         |                   |               |                  |               |                  |               |        |
| Fan Kexin                                                                       | 500 m          | 43,275 s     | 1       | 1:03,594 min      | 3             | ausgeschieden    | ausgeschieden | ausgeschieden    | ausgeschieden | 11     |
| Han Yutong                                                                      | 1000 m         | 1:27,401 min | 2       | 1:31,638 min      | 5             | ausgeschieden    | ausgeschieden | ausgeschieden    | ausgeschieden | 18     |
| Han Yutong                                                                      | 1500 m         | —            | —       | 2:21,191 min      | 3             | 2:17,112 min     | 2             | 2:19,060 min (A) | 7             | 7      |
| Qu Chunyu                                                                       | 500 m          | 42,691 s     | 2       | 43,029 s          | 2             | PEN              | PEN           | ausgeschieden    | ausgeschieden | 10     |
| Qu Chunyu                                                                       | 1000 m         | 1:30,342 min | 1       | 1:28,355 min      | 4             | ausgeschieden    | ausgeschieden | ausgeschieden    | ausgeschieden | 13     |
| Zhang Yuting                                                                    | 500 m          | 43,233 s     | 2       | 54,211 s ADV      | 3             | 43,196 s         | 2             | 42,803 s (A)     | 4             | 4      |
| Zhang Yuting                                                                    | 1500 m         | —            | —       | 2:22,161 min      | 3             | 2:18,741 min     | 6             | ausgeschieden    | ausgeschieden | 17     |
| Zhang Chutong                                                                   | 1000 m         | 1:27,910 min | 3       | 1:29,755 min      | 4             | ausgeschieden    | ausgeschieden | ausgeschieden    | ausgeschieden | 15     |
| Zhang Chutong                                                                   | 1500 m         | —            | —       | 2:19,839 min      | 4             | 2:26,717 min     | 7             | ausgeschieden    | ausgeschieden | 20     |
| Qu Chunyu Fan Kexin Zhang Yuting Zhang Chutong (Finale) Han Yutong (Halbfinale) | 3000 m Staffel | —            | —       | —                 | —             | 4:04,383 min     | 2             | 4:03,863 min (A) | 3             | Bronze |
| Männer                                                                          |                |              |         |                   |               |                  |               |                  |               |        |
| Li Wenlong                                                                      | 1000 m         | 1:23,140 min | 3       | 1:30,550 min      | 2             | 1:26,722 min     | 2             | 1:29,917 min (A) | 2             | Silber |
| Sun Long                                                                        | 500 m          | 42,871 s ADV | 3       | 40,779 s          | 4             | ausgeschieden    | ausgeschieden | ausgeschieden    | ausgeschieden | 15     |
| Sun Long                                                                        | 1500 m         | —            | —       | 2:19,244 min      | 4             | ausgeschieden    | ausgeschieden | ausgeschieden    | ausgeschieden | 25     |
| Ren Ziwei                                                                       | 500 m          | 40,669 s     | 1       | 40,714 s          | 3             | ausgeschieden    | ausgeschieden | ausgeschieden    | ausgeschieden | 11     |
| Ren Ziwei                                                                       | 1000 m         | 1:23,772 min | 1       | 1:34,211 min      | 2             | 1:26,576 min     | 1             | 1:26,768 min (A) | 1             | Gold   |
| Ren Ziwei                                                                       | 1500 m         | —            | —       | 2:15,084          | 1             | PEN              | PEN           | ausgeschieden    | ausgeschieden | 21     |
| Wu Dajing                                                                       | 500 m          | 40,230 s     | 1       | 40,528 s          | 1             | 40,478 s         | 3             | 41,157 s (B)     | 1             | 6      |
| Wu Dajing                                                                       | 1000 m         | 1:23,927 min | 1       | 1:33,302 min      | 2             | 1:23,928 min     | 2             | 1:42,937 min (A) | 4             | 4      |
| Zhang Tianyi                                                                    | 1500 m         | —            | —       | keine Zeit        | 6             | ausgeschieden    | ausgeschieden | ausgeschieden    | ausgeschieden | 33     |
| Wu Dajing Ren Ziwei Sun Long Li Wenlong                                         | 5000 m Staffel | —            | —       | —                 | —             | 6:51,040 min ADV | 4             | 6:51,654 min (A) | 5             | 5      |
| Mixed                                                                           |                |              |         |                   |               |                  |               |                  |               |        |
| Qu Chunyu Fan Kexin Wu Dajing Ren Ziwei Zhang Yuting (Halbfinale)               | 2000 m Staffel | —            | —       | 2:37,535 min (OR) | 1             | 2:38,783 min     | 4             | 2:37,348 min     | 1             | Gold   |

### Skeleton
| Athlet      | Lauf 1      | Lauf 1 | Lauf 2      | Lauf 2 | Lauf 3      | Lauf 3 | Lauf 4      | Lauf 4 | Gesamt      | Gesamt |
| Athlet      | Zeit        | Rang   | Zeit        | Rang   | Zeit        | Rang   | Zeit        | Rang   | Zeit        | Rang   |
| ----------- | ----------- | ------ | ----------- | ------ | ----------- | ------ | ----------- | ------ | ----------- | ------ |
| Frauen      |             |        |             |        |             |        |             |        |             |        |
| Li Yuxi     | 1:02,64 min | 14     | 1:02,62 min | 9      | 1:02,39 min | 12     | 1:02,94 min | 19     | 4:10,59 min | 14     |
| Zhao Dan    | 1:02,26 min | 3      | 1:02,40 min | 5      | 1:02,53 min | 16     | 1:02,33 min | 9      | 4:09,52 min | 9      |
| Männer      |             |        |             |        |             |        |             |        |             |        |
| Yan Wengang | 1:00,43 min | 3      | 1:00,65 min | 4      | 1:00,54 min | 6      | 1:00,15 min | 1      | 4:01,77 min | Bronze |
| Yin Zheng   | 1:00,74 min | 7      | 1:00,71 min | 5      | 1:00,40 min | 4      | 1:00,28 min | 2      | 4:02,13 min | 5      |

### Ski Alpin
| Athleten       | Wettbewerbe  | 1. Lauf     | 1. Lauf | 2. Lauf       | 2. Lauf       | Gesamt        | Gesamt        |
| Athleten       | Wettbewerbe  | Zeit        | Rang    | Zeit          | Rang          | Zeit          | Rang          |
| -------------- | ------------ | ----------- | ------- | ------------- | ------------- | ------------- | ------------- |
| Frauen         |              |             |         |               |               |               |               |
| Kong Fanying   | Abfahrt      | —           | —       | —             | —             | 1:44,53 min   | 31            |
| Kong Fanying   | Super-G      | —           | —       | —             | —             | 1:23,51 min   | 41            |
| Kong Fanying   | Kombination  | 1:41,95 min | 24      | 1:05,73 min   | 15            | 2:47,68 min   | 15            |
| Kong Fanying   | Riesenslalom | 1:08,25 min | 50      | 1:07,17 min   | 41            | 2:15,42 min   | 40            |
| Kong Fanying   | Slalom       | 1:05,97 min | 54      | 1:05,98 min   | 47            | 2:11,95 min   | 47            |
| Ni Yueming     | Super-G      | —           | —       | —             | —             | 1:22,59 min   | 40            |
| Ni Yueming     | Riesenslalom | 1:08,75 min | 53      | 1:08,31 min   | 43            | 2:17,06 min   | 44            |
| Ni Yueming     | Slalom       | DNF         | DNF     | ausgeschieden | ausgeschieden | ausgeschieden | ausgeschieden |
| Männer         |              |             |         |               |               |               |               |
| Xu Mingfu      | Abfahrt      | —           | —       | —             | —             | 1:56,93 min   | 36            |
| Xu Mingfu      | Super-G      | —           | —       | —             | —             | DNF           | DNF           |
| Xu Mingfu      | Kombination  | 1:55,32 min | 24      | 1:05,08 min   | 17            | 3:00,40 min   | 17            |
| Xu Mingfu      | Riesenslalom | 1:15,96 min | 41      | 1:17,26 min   | 31            | 2:33,22 min   | 33            |
| Xu Mingfu      | Slalom       | DNF         | DNF     | ausgeschieden | ausgeschieden | ausgeschieden | ausgeschieden |
| Zhang Yangming | Abfahrt      | —           | —       | —             | —             | DNF           | DNF           |
| Zhang Yangming | Super-G      | —           | —       | —             | —             | 1:29,39 min   | 33            |
| Zhang Yangming | Kombination  | 1:55,25 min | 23      | 54,47 s       | 13            | 2:49,72 min   | 16            |
| Zhang Yangming | Riesenslalom | 1:15,66 min | 40      | 1:19,51 min   | 35            | 2:35,17 min   | 36            |
| Zhang Yangming | Slalom       | DNF         | DNF     | ausgeschieden | ausgeschieden | ausgeschieden | ausgeschieden |

| Athleten                                         | Wettbewerbe | Achtelfinale | Achtelfinale | Viertelfinale | Viertelfinale | Halbfinale    | Halbfinale    | Finale/Platz 3 | Finale/Platz 3 | Rang |
| Athleten                                         | Wettbewerbe | Gegner       | Punkte       | Gegner        | Punkte        | Gegner        | Punkte        | Gegner         | Punkte         | Rang |
| ------------------------------------------------ | ----------- | ------------ | ------------ | ------------- | ------------- | ------------- | ------------- | -------------- | -------------- | ---- |
| Mixed                                            |             |              |              |               |               |               |               |                |                |      |
| Xu Mingfu Zhang Yangming Kong Fanying Ni Yueming | Mannschaft  | Schweiz      | 0:4          | ausgeschieden | ausgeschieden | ausgeschieden | ausgeschieden | ausgeschieden  | ausgeschieden  | 15   |

### Skilanglauf
| Athleten                                         | Wettbewerbe       | Zeit         | Rang         |
| ------------------------------------------------ | ----------------- | ------------ | ------------ |
| Frauen                                           |                   |              |              |
| Chen Shuang                                      | ohne Einsatz      | ohne Einsatz | ohne Einsatz |
| Chi Chunxue                                      | 10 km Klassisch   | 31:10,6 min  | 39           |
| Chi Chunxue                                      | 15 km Skiathlon   | 49:08,3 min  | 34           |
| Chi Chunxue                                      | 30 km Freier Stil | 1:35:41,0 h  | 38           |
| Bayani Jialin                                    | 15 km Skiathlon   | 50:20,2 min  | 46           |
| Bayani Jialin                                    | 30 km Freier Stil | 1:39:14,8 h  | 47           |
| Li Xin                                           | 10 km Klassisch   | 31:36,9 min  | 45           |
| Li Xin                                           | 15 km Skiathlon   | 49:07,7 min  | 33           |
| Li Xin                                           | 30 km Freier Stil | 1:38:39,2 h  | 46           |
| Ma Qinghua                                       | 10 km Klassisch   | 31:52,3 min  | 50           |
| Dinigeer Yilamujiang                             | 10 km Klassisch   | 32:23,8 min  | 56           |
| Dinigeer Yilamujiang                             | 15 km Skiathlon   | 50:10,7 min  | 43           |
| Dinigeer Yilamujiang                             | 30 km Freier Stil | 1:50:04,2 h  | 60           |
| Chi Chunxue Li Xin Bayani Jialin Ma Qinghua      | 4 × 5 km          | 57:49,7 min  | 10           |
| Männer                                           |                   |              |              |
| Hadesi Badelihan                                 | 15 km Klassisch   | 42:48,1 min  | 57           |
| Hadesi Badelihan                                 | 30 km Skiathlon   | LAP          | 50           |
| Hadesi Badelihan                                 | 50 km Freier Stil | 1:19:45,9 h  | 45           |
| Chen Degen                                       | 30 km Skiathlon   | LAP          | 59           |
| Chen Degen                                       | 50 km Freier Stil | 1:18:14,1 h  | 41           |
| Ciren Zhandui                                    | 15 km Klassisch   | 43:22,2 min  | 63           |
| Liu Rongsheng                                    | 15 km Klassisch   | 41:51,7 min  | 47           |
| Liu Rongsheng                                    | 30 km Skiathlon   | 1:24:59,6 h  | 38           |
| Liu Rongsheng                                    | 50 km Freier Stil | 1:19:58,5 h  | 48           |
| Shang Jincai                                     | 15 km Klassisch   | 41:29,6 min  | 41           |
| Shang Jincai                                     | 30 km Skiathlon   | 1:26:48,2 h  | 49           |
| Wang Qiang                                       | 50 km Freier Stil | 1:19:53,5 h  | 46           |
| Shang Jincai Liu Rongsheng Wang Qiang Chen Degen | 4 × 10 km         | LAP          | 13           |

| Athleten                | Wettbewerbe | Qualifikation | Qualifikation | Viertelfinale | Viertelfinale | Halbfinale    | Halbfinale    | Finale        | Finale        | Rang |
| Athleten                | Wettbewerbe | Zeit          | Rang          | Zeit          | Rang          | Zeit          | Rang          | Zeit          | Rang          | Rang |
| ----------------------- | ----------- | ------------- | ------------- | ------------- | ------------- | ------------- | ------------- | ------------- | ------------- | ---- |
| Frauen                  |             |               |               |               |               |               |               |               |               |      |
| Chi Chunxue             | Sprint      | 3:25,31 min   | 38            | ausgeschieden | ausgeschieden | ausgeschieden | ausgeschieden | ausgeschieden | ausgeschieden | 38   |
| Dinigeer Yilamujiang    | Sprint      | 3:34,55 min   | 56            | ausgeschieden | ausgeschieden | ausgeschieden | ausgeschieden | ausgeschieden | ausgeschieden | 56   |
| Bayani Jialin           | Sprint      | 3:39,27 min   | 66            | ausgeschieden | ausgeschieden | ausgeschieden | ausgeschieden | ausgeschieden | ausgeschieden | 66   |
| Ma Qinghua              | Sprint      | 3:25,05 min   | 36            | ausgeschieden | ausgeschieden | ausgeschieden | ausgeschieden | ausgeschieden | ausgeschieden | 36   |
| Chi Chunxue Li Xin      | Team-Sprint | —             | —             | —             | —             | 23:43,93 min  | 5             | ausgeschieden | ausgeschieden | 11   |
| Männer                  |             |               |               |               |               |               |               |               |               |      |
| Ciren Zhandui           | Sprint      | 3:03,22 min   | 60            | ausgeschieden | ausgeschieden | ausgeschieden | ausgeschieden | ausgeschieden | ausgeschieden | 60   |
| Liu Rongsheng           | Sprint      | 3:12,14 min   | 79            | ausgeschieden | ausgeschieden | ausgeschieden | ausgeschieden | ausgeschieden | ausgeschieden | 79   |
| Shang Jincai            | Sprint      | 3:06,52 min   | 67            | ausgeschieden | ausgeschieden | ausgeschieden | ausgeschieden | ausgeschieden | ausgeschieden | 67   |
| Wang Qiang              | Sprint      | 2:48,91 min   | 5             | DSQ           | DSQ           | ausgeschieden | ausgeschieden | ausgeschieden | ausgeschieden | 30   |
| Wang Qiang Shang Jincai | Team-Sprint | —             | —             | —             | —             | 20:12,40 min  | 7             | ausgeschieden | ausgeschieden | 13   |

### Skispringen
| Athleten                                      | Wettbewerb               | Qualifikation | Qualifikation | Qualifikation | 1. Durchgang                | 1. Durchgang  | 1. Durchgang  | 2. Durchgang  | 2. Durchgang  | 2. Durchgang  | Gesamt        | Gesamt |
| Athleten                                      | Wettbewerb               | Weite         | Punkte        | Rang          | Weite                       | Punkte        | Rang          | Weite         | Punkte        | Rang          | Punkte        | Rang   |
| --------------------------------------------- | ------------------------ | ------------- | ------------- | ------------- | --------------------------- | ------------- | ------------- | ------------- | ------------- | ------------- | ------------- | ------ |
| Frauen                                        |                          |               |               |               |                             |               |               |               |               |               |               |        |
| Dong Bing                                     | Normalschanze            | —             | —             | —             | 73,0 m                      | 57,3          | 31            | ausgeschieden | ausgeschieden | ausgeschieden | 57,3          | 31     |
| Peng Qingyue                                  | Normalschanze            | —             | —             | —             | 63,5 m                      | 31,3          | 38            | ausgeschieden | ausgeschieden | ausgeschieden | 31,3          | 38     |
| Männer                                        |                          |               |               |               |                             |               |               |               |               |               |               |        |
| Song Qiwu                                     | Normalschanze            | 61,5 m        | 24,3          | 53            | ausgeschieden               | ausgeschieden | ausgeschieden | ausgeschieden | ausgeschieden | ausgeschieden | ausgeschieden | 53     |
| Song Qiwu                                     | Großschanze              | 94,5 m        | 50,7          | 55            | ausgeschieden               | ausgeschieden | ausgeschieden | ausgeschieden | ausgeschieden | ausgeschieden | ausgeschieden | 55     |
| Zhen Weijie Lyu Yixin Song Qiwu Zhou Xiaoyang | Großschanze Mannschaft   | —             | —             | —             | 84,0 m 90,0 m 86,0 m        | 115,0         | 11            | ausgeschieden | ausgeschieden | ausgeschieden | 115,0         | 11     |
| Mixed                                         |                          |               |               |               |                             |               |               |               |               |               |               |        |
| Dong Bing Song Qiwu Peng Qingyue Zhao Jiawen  | Normalschanze Mannschaft | —             | —             | —             | 76,0 m 71,5 m 65,0 m 74,0 m | 229,8         | 10            | ausgeschieden | ausgeschieden | ausgeschieden | 229,8         | 10     |

### Snowboard
| Athleten     | Wettbewerbe | Qualifikation | Qualifikation | Finale        | Finale        | Rang   |
| Athleten     | Wettbewerbe | Punkte        | Rang          | Punkte        | Rang          | Rang   |
| ------------ | ----------- | ------------- | ------------- | ------------- | ------------- | ------ |
| Frauen       |             |               |               |               |               |        |
| Cai Xuetong  | Halfpipe    | 83,25         | 3             | 81,25         | 4             | 4      |
| Liu Jiayu    | Halfpipe    | 72,25         | 7             | 73,50         | 8             | 8      |
| Qui Leng     | Halfpipe    | 66,25         | 12            | ausgeschieden | ausgeschieden | 12     |
| Rong Ge      | Big Air     | 129,75        | 9             | 160,00        | 5             | 5      |
| Rong Ge      | Slopestyle  | 29,36         | 25            | ausgeschieden | ausgeschieden | 25     |
| Wu Shaotong  | Halfpipe    | 16,75         | 22            | ausgeschieden | ausgeschieden | 22     |
| Männer       |             |               |               |               |               |        |
| Fan Xiaobing | Halfpipe    | 44,00         | 16            | ausgeschieden | ausgeschieden | 16     |
| Gao Hongbo   | Halfpipe    | 15,00         | 25            | ausgeschieden | ausgeschieden | 25     |
| Gu Ao        | Halfpipe    | 58,50         | 14            | ausgeschieden | ausgeschieden | 14     |
| Su Yiming    | Big Air     | 155,25        | 5             | 182,50        | 1             | Gold   |
| Su Yiming    | Slopestyle  | 86,80         | 1             | 88,70         | 2             | Silber |
| Wang Ziyang  | Halfpipe    | 20,25         | 21            | ausgeschieden | ausgeschieden | 21     |

| Athleten     | Wettbewerbe           | Qualifikation | Qualifikation | Achtelfinale  | Achtelfinale  | Viertelfinale | Viertelfinale | Halbfinale    | Halbfinale    | Finale/Platz 3 | Finale/Platz 3 | Rang |
| Athleten     | Wettbewerbe           | Zeit          | Rang          | Gegner        | Zeit          | Gegner        | Zeit          | Gegner        | Zeit          | Gegner         | Zeit           | Rang |
| ------------ | --------------------- | ------------- | ------------- | ------------- | ------------- | ------------- | ------------- | ------------- | ------------- | -------------- | -------------- | ---- |
| Frauen       |                       |               |               |               |               |               |               |               |               |                |                |      |
| Gong Naiying | Parallel-Riesenslalom | 1:29,31 min   | 19            | ausgeschieden | ausgeschieden | ausgeschieden | ausgeschieden | ausgeschieden | ausgeschieden | ausgeschieden  | ausgeschieden  | 19   |
| Zang Ruxin   | Parallel-Riesenslalom | 1:37,48 min   | 23            | ausgeschieden | ausgeschieden | ausgeschieden | ausgeschieden | ausgeschieden | ausgeschieden | ausgeschieden  | ausgeschieden  | 25   |
| Männer       |                       |               |               |               |               |               |               |               |               |                |                |      |
| Bi Ye        | Parallel-Riesenslalom | 1:23,53 min   | 22            | ausgeschieden | ausgeschieden | ausgeschieden | ausgeschieden | ausgeschieden | ausgeschieden | ausgeschieden  | ausgeschieden  | 22   |

| Athleten | Wettbewerb     | Qualifikation | Qualifikation | Achtelfinale | Viertelfinale | Halbfinale    | Finale A/B    | Rang |
| Athleten | Wettbewerb     | Zeit          | Rang          | Rang         | Rang          | Rang          | Rang          | Rang |
| -------- | -------------- | ------------- | ------------- | ------------ | ------------- | ------------- | ------------- | ---- |
| Frauen   |                |               |               |              |               |               |               |      |
| He Feng  | Snowboardcross | 1:31,25 min   | 30            | 4            | ausgeschieden | ausgeschieden | ausgeschieden | 30   |